# Jędrzej Czajkowski
Jędrzej Czajkowski (ur. 11 października 1947) – polski admirał floty i morski dyplomowany oficer pokładowy okrętów podwodnych. W okresie od 1965 do 2005 służył w Marynarce Wojennej. Karierę zakończył na stanowisku dowódcy Centrum Operacji Morskich.

## Wykształcenie
Jędrzej Czajkowski urodził się 11 października 1947  w Górznie. W latach 1965–1969 był słuchaczem na Wydziale Pokładowym w Wyższej Szkoły Marynarki Wojennej w Gdyni. Po ukończeniu studiów otrzymał promocję oficerską i tytuł inżyniera nawigatora statku morskiego. Jest również absolwentem studiów II stopnia w Wyższej Szkole Marynarki Wojennej (1979) oraz Podyplomowych Studiów Operacyjno-Strategicznych w Akademii Sztabu Generalnego w Warszawie (1988). W latach 1985–1986 odbył kurs w Ośrodku Szkolenia Floty Bałtyckiej ZSRR.

## Służba wojskowa
Początkowo służył w zespołach okrętów podwodnych w Gdyni, od 1969 w 1 Brygadzie Okrętów Podwodnych, a po jej rozformowaniu w 1971 w dywizjonie Okrętów Podwodnych 3 Flotylli Okrętów. Był kolejno dowódcą działu broni podwodnej na ORP „Sokół” (1971–1973), zastępcą dowódcy okrętu na ORP „Kondor” (1973–1975) oraz zastępcą dowódcy i dowódcą okrętu na ORP „Bielik” (1975–1977). Następnie został starszym pomocnikiem szefa Wydziału Operacyjno-Szkoleniowego, a od 1980 Wydziału Płetwonurków w sztabie 3 Flotylli Okrętów. W 1985 wyznaczono go szefem sztabu – zastępcą dowódcy dywizjonu okrętów podwodnych. Od 1986 do 1991 służył w 9 Flotylli Obrony Wybrzeża na Helu, gdzie pełnił funkcje szefa sztabu – I zastępcy dowódcy oraz dowódcy jednostki. Później był zastępcą dowódcy Marynarki Wojennej ds. liniowych. Po reorganizacji Dowództwa Marynarki Wojennej w 1994 został szefem szkolenia – zastępcą dowódcy Marynarki Wojennej. W 1996 objął stanowisko szefa sztabu – I zastępcy dowódcy Marynarki Wojennej, a w 2000 zastępcy dowódcy Marynarki Wojennej. W sierpniu 2003 roku mianowany na stopień admirała floty. W latach 2003–2005 był dowódcą Centrum Operacji Morskich – zastępcą dowódcy Marynarki Wojennej, po czym 14 lutego 2005 odszedł do rezerwy. Jest żonaty, ma dwoje dzieci. Interesuje się żeglarstwem i historią, jest zamiłowanym myśliwym.
Według burmistrza Helu Sylwestra Ostrowickiego oraz Dziennika Bałtyckiego w 1991 był jednym z uczestników afery paliwowej. Sprawa uległa przedawnieniu.

## Odznaczenia
- Krzyż Kawalerski Orderu Odrodzenia Polski
- Złoty Krzyż Zasługi
- Złoty Medal „Siły Zbrojne w Służbie Ojczyzny”
- Srebrny Medal „Siły Zbrojne w Służbie Ojczyzny”
- Brązowy Medal „Siły Zbrojne w Służbie Ojczyzny”
- Złoty Medal „Za Zasługi dla Obronności Kraju”